# Tabarre
Pour l’article ayant un titre homophone, voir Tabard.
Tabarre est une commune d'Haïti, située dans le département de l'Ouest et dans l'arrondissement de Port-au-Prince.
Peuplée de 118 477 habitants(recensement par estimation de 2009), habitants appelés Tabarrois et Tabarroises, Tabarre est considérée comme la ville de commercialisation de Port-Au-Prince, elle fait partie de la conurbation formée autour de la capitale Port-au-Prince.
C'est une commune qui a de grandes potentialités en matière de la plantation et surtout dans le domaine culturel[réf. nécessaire].
L'aéroport international Toussaint Louverture est sur la commune de Tabarre.

## Histoire
À l'époque coloniale, Tabarre fut une ancienne plantation sucrière constituée de plusieurs habitations dont les plus anciennes sont celles de Caradeux et la croix-des-missions. L'habitation Caradeux tient son nom de son propriétaire, connu pour sa cruauté envers les esclaves et son désinvolte mépris de la dignité humaine. Après la période coloniale, cette zone de plantation de canne-à-sucre fut traversée par des chemins de fer. Le Parc historique de la Canne-à-sucre en contribuant à la pronominalisation du passé de la commune facilite le travail sur le mémoire entrepris de façon inlassable par ses habitants, mais aussi par les Haïtiens en général.
Jusque vers la fin XXe siècle, cette habitation symbolisait l'importance de la production agricole non seulement dans ce qui devait par la suite constituer la commune de Tabarre, mais pour l'ensemble de la plaine du Cul-de-Sac. Le territoire qui était appelé à devenir la commune de Tabarre était autrefois considéré comme le secteur rural de la commune de Delmas. L'ancien écusson de la commune rurale en donnant à voir des bœufs tirant un chariot de canne-à-sucre.
Tabarre acquiert le statut de commune le 13 mai 2002 durant le deuxième mandat du Président Jean Bertrand Aristide. Les délimitations de la nouvelle commune seront précisées 3 ans plus tard, dans le cadre du décret du 23 novembre 2005. Quelques années après la publication du Décret de délimitation, même s'il subsiste encore des problèmes, la Collectivité Territoriale de Tabarre a pu progressivement exercer son droit à l'autonomie administrative et financière, au point qu'aujourd'hui elle est devenue membre du select club des communes de la République d'Haïti capables d'envisager la possibilité de l'autosuffisance, au moins en ce qui concerne le fonctionnement de la Mairie et la dispensation des services de base.

## Démographie
Les données démographiques de 2009 ont estimé la population de Tabarre à 118 477 habitants. Tandis que celles de 2012 et de 2015 ont respectivement estimé la population à 124 330 et 130 283 habitants, accusant ainsi un taux de croissance de 3,5% avec une espérance de vie à la naissance de 63 ans depuis 2012. Sur la base de ces données, en 2020, la population de Tabarre est projetée à 154 682 habitants. Ces estimations s'accordent avec les tendances notées par l'IHSI, qui a indiqué en 2009, un taux de croissance de la population qui passait de 1,6% en 2000-2005 à 1,7% en 2005-2010. Il est important de noter que les populations des régions environnantes viennent continuellement gonfler la population de Tabarre au cours de la journée dans le cadre de l'exercice de leur activité, comme les fonctionnaires et les commerçant-e-s.
La répartition de la population par grands groupes d'âges, laisse apparaître une forte proportion de la population âgée de 18 ans et plus, soit 57,9% . La structure par sexe de cette population est proche de la moyenne nationale, 52,82 % de femmes contre 47,18 % d'hommes. Le rapport de masculinité, c'est-à-dire le nombre d'hommes pour cent femmes est évalué à 89,4. Ce qui fait que la population tabarroise enregistre un déficit en hommes de 10,6. Les ménages au niveau de la commune de Tabarre sont au nombre de 27 488, soit un pourcentage de 3,11 au niveau du département de l'Ouest, 4,63 % de l'arrondissement de port-au-prince et 4,90 % de l'arrondissement de port-au-prince et 4,90 % de l'aire métropolitaine (IHSI, 2015).

## Administration
La commune est composée des sections communales de :
- La ville de Tabarre
- Bellevue 1 (dont le quartier « Croix-des-Missions »)
- Bellevue 2 (dont le quartier «Caradeux»)

## La base de données SIRV-TAB
La Municipalité de Tabarre, la Direction Nationale de la Protection Civile (DPC), le Centre National d'Information Géo-Spatiale (CNIGS), Cooperazione Internazionale (COOPI) et l'Institut de Recherche pour le Développement (IRD), en coordination avec le Comité Interministériel pour l'Aménagement du Territoire (CIAT) ont réalisé le projet « Création d'un Système d'Information sur les ressources et les vulnérabilités pour la préparation aux catastrophes, la gestion des crises et la gestion préventive du territoire de Port-au-Prince, Haïti » (août 2012 – décembre 2013), cofinancé par le Département d'Aide Humanitaire et Protection Civile de la Commission Européenne (ECHO).
La base de données accessible gratuitement sur le site internet comporte un grand nombre d'informations permettant d'identifier et de décrire les ressources de gestion de crise concernant Tabarre, d'articuler ces ressources avec les besoins de la population, notamment la plus vulnérable, et d'identifier un certain nombre de problèmes liés à la présence d'aléas ou à une accessibilité difficile des lieux.
Le serveur cartographique de ce site permet de visualiser et cartographier les informations de la base de données collectées,créées et traitées par l'équipe du projet. Il constitue un outil innovant et pertinent pour la prise de décision que ce soit en matière de prévention, de préparation à la gestion des crises ou durant la période d'urgence. Il s'adresse à tous les acteurs, décideurs, gestionnaires territoriaux, techniciens ou simples membres de la société civile impliqués dans la gestion de crises susceptibles de déstabiliser les territoires et affecter la population.